# Вор (фильм, 1952)
«Вор» (англ. The Thief) — шпионский фильм нуар Расселла Рауса, вышедший на экраны в 1952 году.
Сценарий фильма написал Раус вместе со своим постоянным партнёром Кларенсом Грином, который также был продюсером фильма. Фильм рассказывает об известном американском физике (Рэй Милланд), работающем в Комиссии США по атомной энергии, который копирует и передаёт сверхсекретные материалы Комиссии неназванной шпионской организации. Когда физик оказывается под угрозой разоблачения Федеральным бюро расследований, его пытаются переправить за рубеж. Однако после того, как он непреднамеренно убивает агента ФБР, физиком овладевает чувство раскаяния, и в последний момент он отказывается бежать из страны и сам приходит в Федеральное бюро расследований.
В фильме нет произносимого актёрами текста, однако в отличие от немых фильмов прошлого, он имеет записанный в студии саундтрек с музыкой и естественными звуками окружающей среды. Это первый фильм в американском кино после романтической комедии Чарли Чаплина «Огни большого города» (1931), в котором нет актёрских реплик. В 1955 году на экраны вышел ещё один нуар без произносимого текста — «Помешательство». К числу современных фильмов имитирующих дозвуковой кинематограф, относятся, в частности, такие картины, как «Зов Ктулху» (2005), «Клеймо на мозге» (2006), «Антенна» (2007) и «Артист» (2011).
Фильм относится к группе «шпионских нуаров», к которой принадлежат также такие картины, как «Министерство страха» (1944), «Железный занавес» (1948), «Ночные люди» (1948), «Происшествие на Саут-стрит» (1953) и «Целуй меня насмерть» (1955).
В 1953 году композитор фильма Хершел Бёрк Гилберт был номинирован на Оскар за лучшую музыку в жанре драмы или комедии.

## Сюжет
Ночью в квартире мужчины раздаётся кодовый сигнал по телефону: три звонка-пауза-ещё три звонка. Не снимая трубки, недовольный и подавленный мужчина (Рэй Милланд) неохотно встаёт с кровати, выходит на улицу и идёт по известному ему маршруту в спальном районе Вашингтона. На одной из улиц его замечает другой мужчина (Мартин Гейбел), который достаёт из пачки последнюю сигарету, закуривает её, а саму пачку сминает и бросает на тротуар, после чего быстро удаляется. Первый мужчина незаметно поднимает её и быстро возвращается с ней домой. Вернувшись в квартиру, он разворачивает пачку и на внутренней стороне читает секретные инструкции. Как становится понятно из почётной таблички в его комнате, мужчиной является физик с мировым именем доктор Аллан Филдс.
На следующее утро Филдс приходит на работу в Комиссию США по атомной энергии, и тайно перефотографирует секретные документы. Затем он достаёт из фотоаппарата микроплёнку и перекладывает её в небольшую металлическую коробочку, которую заклеивает скотчем. После этого Филдс направляется в Библиотеку Конгресса США, где в одном из залов незаметно оставляет коробочку за рядами книг. Оттуда её забирает следивший за Филдсом из зала тот самый мужчина, который ночью бросил сигаретную пачку — мистер Блик. Мистер Блик затем незаметно оставляет коробочку в будке телефона-автомата, где её забирает другой агент, затем этот агент около витрины магазина бросает коробочку в открытую сумочку элегантной женщине, мисс Филипс (Рита Вэйл). Наконец, пройдя через руки нескольких посредников, коробочка оказывается в руках у курьера, который вылетает с ней самолётом в Каир.
Несколько дней спустя Филдс крепко напивается в своей квартире и не реагирует на неоднократные сигнальные телефонные звонки Блика, вызывающие его на новый контакт. Утром Филдс видит, что Блик караулит его у входа в здание Комиссии, а затем поджидает его и около дома. Не в силах сопротивляться такому давлению, Филдс снова отправляется и уже известным способом получает новые инструкции.
На следующее утро в Комиссии по атомной энергии Филдс проникает в кабинет своего коллеги, доктора Ханса Линдструма, извлекает из его сейфа секретные бумаги и фотографирует их. Собираясь уже уходить, Филдс замечает, что Линдструм подходит к своему кабинету. Филдс вынужден спрятаться за креслом, забыв фотоаппарат на рабочем столе Линдструма. Однако, к счастью для Филдса, Линдструм, ничего не заметив, забрал книгу и вышел из кабинета. Филдс возвращается к себе в кабинет, где вновь упаковывает микроплёнку в маленькую коробочку, с которой приходит в читальный зал Библиотеки Конгресса. На этот раз он прячет контейнер в книжной картотеке. Когда Блик уже собирается забрать его, неожиданно к картотеке подходит одна из читательниц и начинает копаться в карточках как раз около того места, где положен контейнер. Однако она так и не открывает искомый ящик, и Блику вновь удаётся забрать коробочку. По известной цепочке коробочка вновь переходит от одного агента к следующему, пока забравший её от мисс Филипс связной случайно не попадает под автомобиль. Подоспевший полицейский забирает у погибшего агента контейнер, в результате информация о секретной шпионской операции становится известна Федеральному бюро расследований. Ещё не зная об этом, Филдс возвращается домой и в яростном порыве разбивает почётную доску, вручённую ему за вклад в развитие американской ядерной энергетики.
ФБР немедленно начинает расследование, о чём Блик немедленно сообщает Филдсу. Тот забирает из дома камеру для секретной фотосъёмки, выходит в город и незаметно выбрасывает её в реку. Тем временем ФБР допрашивает Линдструма по поводу его бумаг и определяет круг лиц, который мог получить к ним доступ. Составив список из десятка подозреваемых, в число которых попадает и Филдс, руководство ФБР приставляет к каждому из них своего агента, который осуществляет за ними постоянную тайную слежку. Ещё не зная, что за ним установлена слежка, Филдс тщательно обыскивает свою квартиру в поисках подслушивающих устройств.
Когда Филдс приходит в Библиотеку Конгресса на экстренную встречу с Бликом, тот замечает, что за физиком ведётся слежка. Блик не вступает в контакт, а когда Филдс возвращается в свою квартиру, то находит под дверями телеграмму, в которой ему в зашифрованном виде даются инструкции о дальнейших действиях. ФБР также получает копию этой телеграммы, но не может расшифровать её смысл. Тем временем Филдс в окно замечает автомобиль, около которого стоит двое мужчин, похожих на агентов спецслужб. Филдс аккуратно выходит из квартиры, спускается вниз по пожарной лестнице с другой стороны дома и через соседние дворы выходит к месту, где его невозможно заметить. Филдс добирается до стадиона, на парковке которого по сообщённому ему в телеграмме номеру находит автомобиль. В бардачке автомобиля Филдс находит ключ и записку, в которой содержится инструкция немедленно выезжать из Вашингтона в Нью-Йорк.
Добравшись до Нью-Йорка, Филдс бросает автомобиль и направляется на Центральный вокзал. Из камеры хранения Филдс извлекает чемоданчик и записку с адресом многоэтажного жилого дома и ключом от квартиры. Прибыв по указанному адресу, Филдс видит, как за ним с интересом наблюдает красивая молодая женщина из квартиры напротив (Рита Гэм). Войдя в квартиру, Филдс открывает чемоданчик, где находит паспорт моряка со своей фотографией и комплект соответствующей одежды. Филдс вынужден ожидать очередного сигнала в течение нескольких дней, постоянно сталкиваясь с женщиной напротив и соблазном познакомиться с ней. В конце концов, неопределённость и бессмысленное ожидание доводят Филдса до нервного срыва. Он выбегает на улицу, добегает до Центрального парка, где бежит до полного изнеможения. Тем временем агенты ФБР обнаруживают автомобиль, на котором Филдс бежал из Вашингтона, и снимают оставшиеся на бардачке отпечатки пальцев, выясняя, что Филдс в Нью-Йорке.
В конце концов, Филдсу поступает знакомый телефонный сигнал: три звонка-пауза-три звонка. В соответствии с инструкцией Филдс направляется на небоскрёб Эмпайр стейт билдинг, где на смотровой площадке, расположенной на 86-м этаже, должен получить инструкции от дамы с тремя книгами, перевязанными верёвкой. Однако за дамой, мисс Филипс, следит Харрис, тот же самый агент ФБР, который следил за Филдсом в Вашингтоне.
Увидев даму, Филдс забирает у неё одну из книг. Между страницами книги он находит вырезку из газеты, в который выделена информация об отправлении в 3.30 утра корабля на Каир. Тем временем Харрис замечает, что у мисс Филлипс осталось только две книги вместо трёх, и бросается на поиски того, кому она передала книгу. Вскоре Харрис замечает Филдса и начинает его преследовать. Филдс также замечает Харриса и по служебной лестнице небоскрёба пытается скрыться от него, поднимаясь всё выше и выше. Наконец, уже в полном изнеможении, Филдс добирается до самого верхнего 102-го этажа и выходит на небольшую открытую площадку, откуда уже некуда бежать. Филдс фактически загнан в угол, и когда из люка появляется рука Харриса, хватающая его за ногу, Филдс в отчаянии из всех сил бьёт Харриса по руке и по голове, пока тот не срывается и не падает на несколько этажей вниз, разбиваясь насмерть.
Филдс выбегает из здания и возвращается в свою комнату, где начинает истерически рыдать. Ночью его мучают кошмары: он видит Блика и Харриса, вращающийся телефонный диск и звонящий телефон. Наконец, в назначенное время он надевает переданную ему одежду, направляется в город и приходит в порт. Однако, подойдя к трапу корабля, оплывающего в Каир, он не может заставить себя сесть на корабль. Филдс рвёт полученные документы и выбрасывает их, после чего подавленно бредёт, и в конце концов поднимается по лестнице здания ФБР, вероятно, намереваясь сознаться в своих преступлениях.

## В ролях
- Рэй Милланд — Аллан Филдс
- Мартин Гейбел — мистер Блик
- Гарри Бронсон — Харрис
- Рита Вэйл — мисс Филипс
- Рекс O’Мэлли — Бил
- Рита Гэм — соседка в многоквартирном доме

## Авторы фильма и исполнители главных ролей
Расселл Раус и Кларенс Грин были удостоены Оскара за сценарий романтической комедии «Телефон пополам» (1960). Они также совместно написали сценарии таких фильмов нуар, как «Мёртв по прибытии» (1950), «Колодец» (1951), «Порочная женщина» (1953) и «Секреты Нью-Йорка» (1955). Режиссёром всех этих фильмов нуар, кроме первого был Рауз. .
Рэй Милланд сыграл в таких знаменитых фильмах нуаровой направленности, как фильм ужасов «Незваные» (1944), шпионский триллер «Министерство страха» (1944) Фрица Ланга, социальный нуар «Потерянный уикэнд» (1945, Оскар за лучшую мужскую роль), «Большие часы» (1948), «Псевдоним Ник Бил» (1949) и «В случае убийства набирайте «М»» (1954) Альфреда Хичкока.

## Оценка фильма критикой

### Общая оценка и характеристика фильма
Фильм получил благоприятные, с некоторыми оговорками, отзывы критики. Особое внимание было обращено на оригинальный художественный приём — постановку картины без произносимого актёрами текста, а также на высококачественную операторскую работу, музыку и игру Рэя Милланда в главной роли.
После выхода фильма на экраны журнал Variety дал ему высокую оценку, отметив «необычный подход к киноповествованию (полное отсутствие разговорной речи), хороший шпионский сюжет и сильную игру Рэя Милланда». При этом, по мнению журнала, «истории не хватает причины, по которой Милланд, уважаемый учёный в области ядерной физики, стал предателем своей страны, передающим ядерные секреты иностранным агентам».
Газета «Нью-Йорк Таймс» назвала фильм «шпионской мелодрамой, для которой язык был бы лишним». Новшество с отсутствием разговорной речи газета считает «основополагающим достоинством этой мелодрамы». Но всё-таки, подчёркивает автор статьи, «помимо своего новаторства, „Вор“ обладает и изрядной долей других достоинств», и, если не считать «финального недостойного и неуместного поворота, который не вытекает из показанного в картине, в остальном всё выполнено на высочайшем уровне». Газета отмечает, что картина представляет собой «преследование размером в полнометражный фильм, с некоторыми повторами, в котором пульсирует только саспенс», но при этом «основополагающие причины преступной деятельности не раскрыты, а логика истории порой держится на хрупкой нити». По мнению газеты, создатели фильма «Рауз и Грин озабочены главным образом документальным фиксированием сверхсложных методов работы главного персонажа и связанных с ним подлых заговорщиков», «практически не предпринимая усилий, чтобы прописать многомерные психологические образы действующих лиц».
Современный критик Крейг Батлер также в первую очередь подчёркивает, что фильм «построен на необычном приёме — который заключается в том, что вся история рассказывается без единой актёрской реплики — и интерес зрителя будет зависеть от того, насколько его заинтересует такой приём». По мнению Батлера, «существует обоснование, почему используется такой подход, помимо вызова как такового сделать фильм без текста: главный персонаж на самом деле одинок и не способен к реальному человеческому общению. По причине ситуации, в которой он оказался, нет никого, кому бы он мог полностью доверять, никого, кому бы он мог раскрыться — другими словами, в буквальном смысле нет никого, с кем он мог бы поговорить, и создание фильма без текста метафорически подчёркивает это обстоятельство». Далее Батлер отмечает, что всё-таки «окончательный результат не приносит полного удовлетворения: без диалогов и мотивировок, история за кадром остаётся неясной, а образы — непроработанными». Кроме того временами внимание зрителя начинает концентрироваться в большей степени на том, «как он сделает тот или иной эпизод без разговоров», чем на самой истории. И, наконец, «сама история не слишком оригинальна; то же самое уже было во многих других шпионских фильмах».
Деннис Шварц называет картину «уникальным, но скучноватым шпионским триллером о Красной угрозе». По словам критика, фильм «показывает одинокого и отчуждённого несимпатичного человека в бегах, который попадает в ловушку призрачного и мрачного мира хаоса, но не обрастает плотью в своём персонаже, так что мы так и не начинаем переживать по поводу его несчастной судьбы в плане человеческой истории», при этом «мотивы его шпионской деятельности не прописаны». Далее он продолжает: «Это немой фильм в истинном понимании этого слова. Трюк с безмолвием (за исключением естественного звукового фона) никогда не привлекал моего интереса. А по мере того, как фильм натужено тянется после того, как новшество себя исчерпывает, оно начинает откровенно раздражать. Оно представляется надуманным и не служит никакой цели, а сам трюк не делает фильм более интересным». Но, отмечает далее Шварц, «по крайней мере, при отсутствии разговорного текста нам не надо выслушивать лекцию о патриотизме или какой-либо пронзительный, направленный против красных текст».

### Характеристика работы режиссёра и творческой группы
«Нью-Йорк Таймс» назвала Кларенса Грина и Расселла Рауса «предприимчивой парой киноремесленников, которые пытаются доказать, что некоторые киноистории лучше смотреть, чем слушать. И проект стал успешной демонстрацией их мастерства». По мнению Батлера, хотя отсутствие разговорного текста, это лишь приём, уловка, тем не менее, «надо отдать должное режиссёру и соавтору Расселлу Раусу за то, что он принял такой вызов и проделал такую отличную работу, принимая его». Батлер считает, что «Рауз превосходно находит способы рассказать историю, ничуть не жертвуя напряжённостью, саспенсом или эмоциональным воздействием». Он отмечает, что «работая с оператором Сэмом Ливиттом, нуаровая работа камерой которого просто чудесна, Раус создаёт и рассказывает историю с неотразимой и захватывающей манере».
Поддерживая высокую оценку работы Ливитта, Шварц написал, что благодаря «отличной мрачной визуальной работе оператора Сэма Ливитта» фильм превращается в «плотное атмосферическое произведение». «Нью-Йорк Таймс» называет операторскую работа Ливитта «отличной» и «сильно дополняющей напряжённость преследования», отмечая, что его камера «ухватила в свете реальные и знакомые места действия в Вашингтоне и Нью-Йорке». Действие происходит в таких «визуально увлекательных местах, как Библиотека Конгресса, тихие тенистые улочки Джорджтауна и станции нью-йоркского метро, многолюдные улицы центра Нью-Йорка и башню Эмпайр стейт билдинг, в которой происходит часть преследования».
Музыка Хершела Гилберта, по мнению «Нью-Йорк Таймс», «незаметно нагнетает атмосферу, а также даёт ощутить чувства и эмоции главных героев». Со своей стороны, Variety отмечает, что «постоянный звук городского шума вносит какофоническую ноту, пронзительно звучащий телефонный звонок играет важную роль и в конце концов, фильм имеет высококлассную музыку Хершела Гилберта, которая порой даже слишком настойчиво выстраивает мелодраматическое настроение, а в других местах — мягко подчёркивает и разъясняет бессловесные поступки исполнителей». Батлер также считает, что «драматическая музыка Хершела Бёрка Гилберта оказывает неоценимую помощь в изложении истории».

### Характеристика актёрской работы
Среди достижений в работе Рауса над фильмом «Нью-Йорк Таймс» выделят то, что он «добился прочувствованной и выдающейся игры от Рэя Милланда в заглавной роли», хотя сама история вряд ли «будет удостоена призов за оригинальность». Далее газета пишет: «Изображение Милландом учёного-предателя, человека, мотивы которого не очевидны, великолепно. Он образованный человек, мучающийся от нерешительности, и которого медленно, но уверенно разрушает страх, превращающий его в животное, которое непреднамеренно убивает того, кто пытался его схватить». Батлер также считает, что «Раусу чрезвычайно повезло, что он заполучил Рэя Милланда в качестве звезды, поскольку его игра великолепна; глубины, которые он обнажает и нюансы, которые он находит — это сплошное наслаждение».
«Нью-Йорк Таймс» обратил внимание также на игру Риты Гэм, написав что эта «привлекательная новая актриса с телевидения в свои краткие моменты на экране в качестве соблазнительницы в многоквартирном убежище Милланда, продемонстрировала, что могла бы отлично выглядеть в купальнике». Variety также выделил «Риту Гэм, актрису из Нью-Йорка, которая производит сильное впечатление в трёх своих сценах в качестве соблазнительницы».

## Признание
Фильм был удостоен ряда престижных наград и номинаций, в частности:
| Год            | Награда/ Категория                            | Получатель                 | Результат |
| -------------- | --------------------------------------------- | -------------------------- | --------- |
| Оскар          |                                               |                            |           |
| 1953           | Лучшая музыка для драмы или комедии           | Хершел Бёрк Гилберт        | Номинация |
| Золотой Глобус |                                               |                            |           |
| 1953           | Лучшая операторская работа — чёрно-белое кино | Сэм Ливитт                 | Номинация |
| 1953           | Лучшая картина — драма                        |                            | Номинация |
| 1953           | Лучший актёр — драма                          | Рэй Милланд                | Номинация |
| 1953           | Лучший сценарий                               | Кларенс Грин, Расселл Раус | Номинация |
| 1953           | Самый многообещающий новичок — женщина        | Рита Гэм                   | Номинация |